# Momoen
Momoen är en tätort i Aurskog-Hølands kommun i Akershus fylke i sydöstra Norge. Orten ligger fyra kilometer väster om tätorten Løken.